# ミーニーザー
ミーニーザー（Me Neither）は日本のインディーズバンド。メロディックパンク、エモパンク、青春パンクと紹介されることが多い。
2002年10月に結成、UNDER FLOWER RECORDS（NO-WONDER RECORDS）から3枚のアルバムをリリースしている。
2007年4月17日のライブを最後に活動休止するも、12年ぶりにメンバーが顔を合わせたことをきっかけに
2019年1月11日、LOFT X のライブで活動再開。

## 概要
元LIFE BALLの平野と、元SKAD MISSILEの木村、そしてクソコピーバンド人喰いパンダのボーカルだった佐野により2002年10月に結成。その後、結成当初からサポートドラムとして参加していた元SKAD MISSILEの太田がメンバーとして正式加入、さらにレーベルメイトでもあった元BIG FANの熊岡が新たにギターとして加わり、3rdアルバムリリース時には5人体制となる。

## メンバー
- 佐野 正喜 - ボーカル
- 平野 航 - ギター / ピアノ / ボーカル
- 木村 竜也 - ベース / ボーカル
- 太田 俊宏 - ドラム
- 熊岡 正人 - ギター

## ディスコグラフィ

### それでも地球は回っている（2003/4/25）
1. 僕ら、大人になって
2. 夏さがしモンキーズ
3. I TRY（ミーニーザーのテーマ）
4. TO BE PROUD OF MYSELF
5. 夏と坂道
6. FOOL ON THE RUN
7. 月1/2（君の胸で）
8. フー！フー！フー！

### 街と灯と（2004/6/16）
1. 街と灯と
2. マイルストーン
3. ネルの夢
4. 世界を去った男
5. 肺炎
6. SEASON
7. Angry Ugly Man’s Fucked Up Blues

### 心の赤、右手の温度（2005/7/6）
1. 君を想って泣いた
2. 風流れ
3. 子午線アローン
4. 僕のJASTINE
5. はないちもんめ
6. 僕でいいのかい？